# Nouvelle Matmata

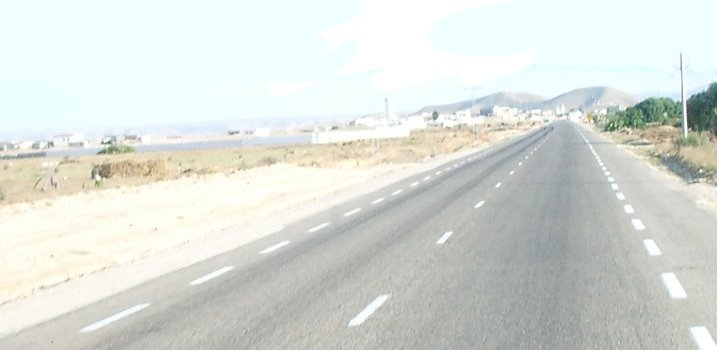
Prop de Nouvelle Matmata

Nouvelle Matmata (àrab: مطماطة الجديدة, Maṭmāṭa al-Jadīda, ‘Nova Matmata’) és una ciutat de Tunísia, situada a uns 23 km de Gabès, a la governació de Gabès. És capçalera de la delegació homònima, amb 18.440 habitants. La ciutat té uns 6.000 habitants.

## Història
La ciutat fou construïda als anys 1970, després de la destrucció el 1969 de l'antiga Matmata, que només fou parcialment reconstruïda.

## Economia
La seva activitat econòmica és eminentment agrícola.

## Administració
És el centre de la delegació o mutamadiyya homònima, amb codi geogràfic 51 59 (ISO 3166-2:TN-12), dividida en cinc sectors o imades:
- Nouvelle Matmata (51 59 51)
- Heddaj (51 59 52)
- Ez-Zeraoua (51 59 53)
- Beni Aïssa (51 59 54)
- Beni Zalten (51 59 55)

Al mateix temps, forma una municipalitat o baladiyya (codi geogràfic 51 18).